# Manuel Wirzt
Manuel Humberto Wirzt Retta (San Nicolás de los Arroyos, 26 de marzo de 1963), conocido como Manuel Wirzt, es un cantante, músico, compositor, actor y presentador de televisión argentino.

## Biografía

### Juventud e inicios
Nació el 26 de marzo de 1963 en la localidad de San Nicolás, provincia de Buenos Aires. Hijo de Osvaldo Wirzt y de Olga Retta, Manuel es el segundo de tres hermanos. Desde muy pequeño muestra una gran inclinación por lo artístico, le encanta llamar la atención, y es a los nueve años cuando sus padres le regalan su primera guitarra. 
Toma clases de música y canto y arma su primer cuarteto con compañeros de la escuela "Los Cuatro del Paraná". Forman su repertorio sobre la base de temas folklóricos y actúan en cuanto acto escolar estuviera a su alcance. 
En sexto grado surge la posibilidad de hacer un número de payasos en una fiesta y allí va Manuel a preparar un trío para la ocasión. Los pequeños cómicos resultan un éxito y son citados por el dueño del Cine Rex de San Nicolás para actuar en los intervalos de las películas de los domingos. 
Manuel recuerda que esa fue su primera presentación rentada, aunque él se conformaba con hacerlo a cambio de ver películas "prohibidas".
Durante la secundaria, el inquieto Wirzt deja el cuarteto folklórico y crea un dúo llamado "Strawbery" que intentaba hacer canciones beat. Cuando Manuel tenía quince años su hermano mayor, Daniel, ingresa como baterista del grupo "Irreal" de Rosario, cuyo cantante era Juan Carlos Baglietto. Eso lo lleva a relacionarse con la movida rosarina donde conoce a Fito Páez, Ruben Goldín y Adrián Abonizio, entre otros. 
A la vez estudia teatro y mimo. Su nueva banda se llama "234" y con ellos trabaja hasta los 18 años. Exceptuado del servicio militar, decide ingresar en el Conservatorio Nacional de Arte Dramático y se muda a la ciudad de Buenos Aires.
En 1982, a los 18 años, llegó a la capital desde San Nicolás de los Arroyos por segunda vez. La primera había sido cuando tenía catorce. Buenos Aires lo recibió con gases lacrimógenos en una manifestación popular duramente reprimida, encabezada por Saúl Ubaldini en marzo de 1982. Manuel se preparaba para hacer un examen para entrar al Conservatorio de Arte Dramático y esa semana durmió en la estación de trenes de Retiro. Era eso o entrar a trabajar en Agua y Energía, como su padre.
Debutó en la ópera rock Amerinca Operandina en Buenos Aires y luego realizó una gira por Chile. En 1983 conoció al afamado DJ Alejandro Pont Lezica y comenzó a trabajar como mimo en desfiles de moda. A finales de ese año formó parte del espectáculo de Juan Carlos Baglietto mientras el cantante y músico rosarino presentaba su tercer álbum en el Teatro Astral.
En 1985 conoció a Alberto Lucas, productor, con el que comenzó una duradera relación profesional. En ese año comenzó a tomar clases de arte dramático y de mimo con la compañía de Alberto Ivern, y además perfeccionó su actuación con los afamados actores argentinos Norman Briski y Héctor Bidonde. 
En 1986 presentó su espectáculo infantil Jugando con Manuel en Carlos Paz, y paralelamente realizó shows como cantante. En ese momento decidió grabar demos de sus primeras canciones con la ayuda de su hermano Daniel Tuerto Wirzt y Alberto Lucas.
En 1987 viajó a Ucrania, donde disfrutó de las clases de payaso y pantomima que tomó en la ciudad de Kiev, entre otros cursos de perfeccionamiento. En ese mismo año ingresó al elenco de la obra de teatro "Tango ritmo argentino" en su rol de actor-mimo-relator y presentándose en doce ciudades de nueve Repúblicas Soviéticas. A mediados de ese año comenzó con la grabación de su primer álbum titulado Funcionamiento, que fue editado de manera independiente con la producción ejecutiva de Alberto Lucas y de Norma Parolín, y con Juan «Pollo» Raffo en teclados. 
Volvió a viajar por Europa y Latinoamérica, esta vez presentando desfiles de una marca de ropa.

### Despegue de su carrera
En febrero de 1988 fue consagrado «artista revelación» del Festival Chateau Rock en la ciudad de Córdoba (Argentina). Con este logro en su carrera volvió al circuito de pubs porteños acompañado por su hermano, el Tuerto Wirzt y el bajista Fabián Lionch. 
A mediados de 1988 salió nuevamente de gira por Europa y las entonces Repúblicas Soviéticas, esta vez como artista invitado de La Torre (banda liderada por Patricia Sosa), con quienes realizó veintiocho presentaciones en un mes. A comienzos de 1989 grabó su segundo disco Mala información, con la compañía Polygram. 
El álbum aparece en los comercios a mediados de dicho año, en plena crisis económica de hiperinflación, y en el marco de varios conflictos sociales que influyeron negativamente en la comercialización esperada para esta obra.

### Década del 90'
Durante 1990 continuaron las presentaciones por el interior del país. La popularidad de Manuel creció sin pausas y surgió la propuesta de la conducción de un programa infantil para la TV abierta: Dibujuegos. El programa fue premiado por el Congreso El Niño y la Televisión y nominado para el premio Martín Fierro, marcando cada tarde el índice de audiencia más alto de América TV, durante 1991 y 1992. En ese último año, Wirzt volvió a ser nominado, en segunda oportunidad consecutiva, al premio Martín Fierro. 
Al mismo tiempo, en febrero de 1992, se presentó con su banda en el Festival de La Falda. Firmó contrato discográfico con la multinacional EMI, e ingresó a los estudios de grabación para registrar su tercer material, Manuel Wirzt. Esta obra salió a la venta en noviembre de 1992 de la mano del hit Donde quiera que estés. Mientras tanto, Manuel recibió una oferta de ATC para realizar un proyecto infantil propio. Así, No te quedes afuera apareció al aire en 1993. Con este programa recibió la estatuilla del premio Martín Fierro.         
Fue nominado por el premio ACE a la mejor canción por Donde quiera que estés y mejor disco del año por Manuel Wirzt, también fue nominado al Premio Prensario.

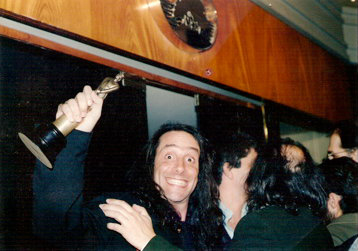
Manuel Wirzt con el Premio Martín Fierro por "No te quedes afuera", 1994.

En 1994 Manuel se alejó de la TV, tomándose un mes de descanso en Brasil donde comenzó, junto a Alberto Lucas, a esbozar un nuevo material. A su regreso a Buenos Aires, Wirzt y su banda se encerraron en los estudios ION y grabaron las bases del disco que completaría en Los Ángeles, Estados Unidos, con la participación de algunos de los mejores músicos del mundo como Billy Preston, Vinnie Colaiuta, Jimmy Jonson, Tim Pierce y otros. 
Magia, arribó a las bateas con un tema distinto llamado Rescata mi corazón. El sencillo fue cortina musical durante casi tres temporadas del recordado programa de humor Videomatch, que fue producido y conducido por Marcelo Tinelli y rápidamente escala posiciones en los charts del país, hasta ser número 1. Volvió a iniciar una gira por todo el territorio nacional, y ofreció dos funciones a sala llena en el Teatro Broadway en la calle Corrientes de Buenos Aires.
Durante 1995 volvió a llenarse de giras y apariciones en TV, esta vez en un programa del canal de televisión Telefé y en una participación como conductor invitado en el segmento «In situ» de la cadena MTV grabado en Miami. Manuel realizó más de 120 shows en teatros y estadios de Argentina y países limítrofes. Su segundo hit Por ganar tu amor, fue nuevamente instalado en la opinión pública y terminó como cortina de una exitosa telenovela. 
Ese año ganó el ACE como mejor álbum pop artista masculino por Magia; el Premio Prensario; y además la placa fue distinguida como disco de oro y platino. En 1996 grabó su quinto trabajo llamado Cielo & tierra, íntegramente en Los Ángeles. Este CD volvió a tener un hit en la televisión y en los rankings de las radios FM de todo el país. también con temas como Hoy te necesito y Cielo y tierra obtuvo los galardones de disco de oro y disco de platino.
En 1997 aparece Una razón que incluyó dos hits: Cuando escucho al corazón y Qué será. Entre las giras y las actuaciones por el interior del país, Manuel regresó al género infantil en la TV con el ciclo Mundo disparate a la vez que realizó trabajos con el canal Nickelodeon. Entre 1998 y el nuevo milenio continuó alternando la actividad musical con la TV para chicos, en Argentina, Uruguay, Chile y Perú. En 2001 condujo Chicos al ataque por Canal 13, y en teatro –en el teatro Lola Membrives–de Calle Corrientes. Ese espectáculo fue llevado al interior del país y realizó temporadas en Mar del Plata y Villa Carlos Paz.

### El nuevo milenio
Comenzado el nuevo milenio Wirzt siguió componiendo canciones, entre ellas: Un sentimiento (institucional de Telefé) y una versión del tango Tarde, que fue banda sonora de la telenovela Franco Buenaventura, el profe, emitida en el prime time del mismo canal. Con estas canciones, presentó su primer álbum compilado de hits, titulado Grandes éxitos. En 2002 incursionó en la comedia televisiva junto al reconocido actor y cómico Guillermo Francella, en el programa Poné a Francella, por Telefé.
Siguen años de creación múltiple, de giras y shows, hasta que llegamos a 2004 dándole forma al que será el octavo disco en su carrera: "Quimera" finalmente editado el año siguiente con su debutante sello propio "Quimera Discos". Quimera conoce la luz en 2005 con su sello propio en sociedad con EMI. Esta placa contuvo 12 nuevas composiciones, entre las que hay un dúo histórico con Gustavo Pelado Cordera (el líder de Bersuit Vergarabat) llamado Bla, bla, bla. Ese año también realizó participaciones en el programa Casados con hijos. nuevamente junto a Guillermo Francella y Florencia Peña, cerrando el año con una presentación en La Trastienda donde participaron amigos y la prensa local.
En mayo de 2006 presenta Quimera en un teatro ND Ateneo repleto, con una banda afiladísima y excelente repercusión en la prensa. Durante el resto de este año, y todo 2007, Manuel continúa con la presentación del disco en una gira por el interior logrando una excelente recepción por parte de su público. Desde Posadas hasta El Calafate, recorre literalmente todo el país con su música, presentándose sitios tales en la Usina de Córdoba, Patio de la Madera en Rosario y el Teatro Mendoza, en Mendoza entre otros.
En 2008 se incorpora al elenco de la exitosa tira Patito Feo una producción de Ideas del Sur, Canal 13, Televisa y Disney, con una repercusión internacional inédita, protagonizada por Juan Darthes, Laura Natalia Esquivel y Brenda Asnicar. Su personaje sería un amigo de la infancia de Leandro (Darthes), que entra al colegio como profesor de música para ayudar a Patito cumplir el sueño de su carrera artística.
En 2009, al tiempo que comienza a preparar su próximo álbum, Manuel acepta la propuesta de Martín Bossi para dirigir su espectáculo "El impostor", el cual se presenta con éxito a sala llena en el Velma Café entre marzo y noviembre de ese año. Comienzan las grabaciones de Vení, con Sergio Pérez y Alberto Lucas con quienes también produce y compone en su flamante estudio propio de grabación donde hace la preproducción del disco. Con Lucas trabajará el repertorio mientras que con Sergio la preproducción. Finalmente, luego de un arduo trabajo y mucho entusiasmo el disco sale a la calle los primeros días de noviembre.
Además de componer la mayoría de las canciones, Manuel incorpora en el disco dos enriquecedoras versiones de históricos hits como lo son: "Ella ya me olvidó" de Leonardo Favio y "Costumbres argentinas" de Andrés Calamaro. Se destacan también "No me digas que no", "En la cornisa", "Cuando quieras", "No habrá palabras", entre otros bellos temas. Como artista invitado, sorprende la exquisita participación de Luis Alberto Spinetta en "La vida". Y otro importante aporte fue el mastering realizado por Gustavo Borner en su estudio de Los Ángeles.

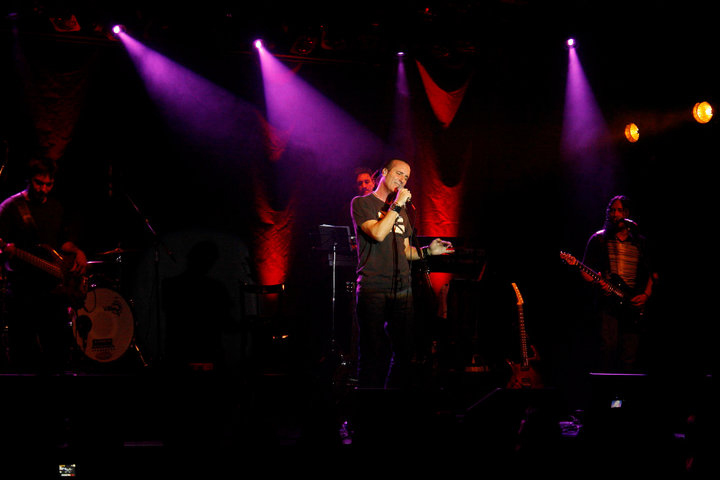
Manuel Wirzt en una presentación en La Trastienda Club. Año 2011.

En 2010 Manuel continúa trabajando con Martín Bossi, en la dirección del nuevo espectáculo "M, el impostor", un excelente show, esta vez en el Teatro Broadway de la calle Corrientes, donde se presenta de jueves a domingo con entradas agotadas.
El 8 de marzo debuta con su programa de radio "No te quedes afuera" en Vale 97.5 de lunes a viernes de 9:00 a 13:00, insertándose en un medio de comunicación nuevo dentro de su experiencia como conductor. 
El 8 de mayo, luego de ya varias giras en el interior del país desde febrero, se realiza la presentación del disco en la Trastienda. Casi 600 personas agotan localidades y hacen esa noche inolvidable. Para cerrar el año, se presenta por última vez en La Trastienda Club nuevamente con entradas agotadas.
Durante 2011, realiza 3 shows en La Trastienda Club a sala llena. En 15 de octubre, se presentó junto a Nelson John en su ciudad natal en las instalaciones del Teatro Municipal Rafael Aguiar. Para cerrar el año, el 3 de diciembre viaja a Mendoza para tocar en el Auditorio Ángel Bustelo donde tocó junto a la banda local "Don Torres".
En 2012, se presenta en Laguna Cochicó, de Guaminí, provincia de Buenos Aires el 8 de abril en el marco de la celebración por Semana Santa, cerrando el festival. Realizó una gira por el interior del país con su show y también como director del espectáculo de Martín Bossi “El impostor apasionado” que se presentó a sala llena en Chile y siguió su gira por La Plata, Montevideo (Uruguay), Córdoba Capital, Rosario, Mendoza, San Juan y San Luis. 
En agosto de 2012 se sube al escenario para interpretar a "Vlamdimir Kuzmin", un profesor ruso que interpreta en "El impostor apasionado" junto a Martín Bossi. Bajo esta temática, reviven la historia de un actor que intenta, bajo la atenta mirada de su maestro, dejar de esconderse detrás de sus máscaras para comenzar a ‘ser’ en lugar de ‘parecer’. 
La Dirección General de este estreno en Buenos Aires pertenece a Emilio Tamer, Evelyn Bendjeskov y Manuel Wirzt, la Dirección coreográfica a Alejandro Lavallén y la producción General a Diego Djeredjian. Tras el éxito absoluto, a partir de enero de 2013 continúan en el Teatro Astral con su segunda temporada.
En 2013 el director e hijo del fallecido humorista Alberto Olmedo, Mariano Olmedo, lo invita a participar dentro de la película que realizará sobre su padre, volviendo a trabajar nuevamente junto a Martín Bossi quien será el protagonista de la misma. Sin embargo, la filmación se suspende promediando las grabaciones por cuestiones vinculadas con el guion y los derechos del mismo. 
El 7 de noviembre de 2013 celebró sus 25 años de carrera en el Teatro Opera de Buenos Aires, en el que repasó todas las canciones de su historia; en ese evento también se registró la edición de su primer DVD, teniendo como artistas invitados a Alejandro Lerner y Martín Bossi, siendo acompañado por su banda de siempre: Sergio Perez en guitarras y coros, Silvio Ottolini en batería, Juan Saldías en bajo y Diego Ortells en teclados. También repitió esta celebración en Rosario en el Teatro Broadway el 22 de noviembre de 2013.
Durante 2014, nuevamente junto a Martín Bossi estrena la obra "Big Bang Show" en el Teatro Astral el 16 de enero a sala llena.
Desde julio de 2016, es el director de la República de los Niños, llevando a cabo por una idea propia la incorporación de un avión boeing 737-200 a dicho espacio. 
En 2022, es jurado de las dos temporadas del programa de talentos de canto Canta conmigo ahora, y se espera durante la segunda y última temporada de este programa en donde Manuel reemplaza a Marcelo Tinelli en la conducción antes de su salida de El Trece.
En 2023, por el 29º aniversario del Atentado a la AMIA, cantó la canción del programa infantil que fue conductor «No te quedes afuera» emitido por ATC en 1993, hizo una dedicatoria a Sebastián Barreiros de 5 años cuando fue asesinado por la explosión de la bomba en la sede de la institución judía.

## Discografía
Álbumes de estudio
- 1987: Funcionamiento
- 1989: Mala información
- 1992: Manuel Wirzt
- 1994: Magia
- 1996: Cielo & tierra
- 1997: Una razón
- 2005: Quimera
- 2009: Vení
- 2020: Todo

Álbumes en vivo
- 2014: VIVO

Álbumes recopilatorios
- 2002: Manuel Wirzt / Grandes Éxitos
- 2003: Manuel Wirzt / Grandes Éxitos - Oro

## Premios y nominaciones

### Premios ACE(Asociación Cronistas de Espectáculos)
| Año  | Categoría                                    | Resultado |
| ---- | -------------------------------------------- | --------- |
| 1993 | Mejor álbum solista pop rock Manuel Wirzt    | Nominado  |
| 1993 | Mejor canción Donde quiera que estés         | Nominado  |
| 1993 | Mejor videoclip Donde quiera que estés       | Nominado  |
| 1994 | Mejor álbum solista masculino pop/rock Magia | Ganador   |
| 1996 | Mejor canción Rescata mi corazón             | Nominado  |
| 1996 | Mejor álbum solista pop rock Cielo & Tierra  | Nominado  |
| 1996 | Mejor videoclip Hoy te necesito              | Nominado  |
| 2011 | Mejor espectáculo de Music Hall              | Ganador   |

### Premios Martín Fierro:APTRA, Asoc. Periodistas TV y Radio Argentina
| Año  | Categoría                       | Programa Infantil   | Resultado |
| ---- | ------------------------------- | ------------------- | --------- |
| 1992 | Mejor programa infantil         | Dibujuegos          | Nominado  |
| 1993 | Mejor programa infantil         | Dibujuegos          | Nominado  |
| 1994 | Mejor programa infantil         | No te quedes afuera | Ganador   |
| 1998 | Mejor programa infantil/juvenil | Mundo disparate     | Nominado  |

### Prensario: Prensa del Espectáculo
| Año  | Categoría                                   | Resultado |
| ---- | ------------------------------------------- | --------- |
| 1993 | Mejor programa infantil No te quedes afuera | Ganador   |
| 1994 | Artista del año en música pop rock          | Ganador   |

### Premios Gardel
- 2006: nominación a mejor disco solista pop por Quimera y nominación a mejor canción por el sencillo Loco por ti

## Conciertos y shows musicales
Manuel Wirzt tiene realizadas más de 1000 presentaciones desde 1987 a la fecha, en Buenos Aires, interior del país, y exterior de Argentina. Sus shows más destacados son:
- 1988: Revelación Chateau Rock, Córdoba, Argentina (Funcionamiento).
- 1990: Teatro Monumental, Buenos Aires, Argentina (Mala Información).
- 1993: Teatro Coliséo, Buenos Aires (Manuel Wirzt).
- 1994: Teatro Broadway, Buenos Aires (Magia).
- 1996: Teatro Ópera, Buenos Aires (Cielo & Tierra).
- 2005: Teatro ND / Ateneo, Buenos Aires (Quimera).
- 2010: La Trastienda Club, Buenos Aires (Vení).
- 2013: Teatro Opera Citi, Buenos Aires (25 años).
- 2014: Teatro Opera Allianz, Buenos Aires (VIVO).

Giras Nacionales: Teatro Comedia de Córdoba, Teatros Astengo y El Círculo de Rosario, Estadio Echague de Paraná, Teatro Auditorium y Estadio Polideportivo de Mar del Plata, Estadio Cerrado de San Juan, Teatro de la Ciudad de Salta, Polideportivo de Ushuaia, etc.
Giras Internacionales: Montevideo y Punta del Este en Uruguay, Asunción del Paraguay, Santiago de Chile, Lima (Perú), Los Ángeles y Miami (EE. UU.), Moscú y San Petersburgo (Rusia), Checoslovaquia, Lituania, Letonia, Estonia, Ucrania, Armenia, etc.

## Teatro
- 1982: Amerinca Operandina, ópera rock (Teatro de las Provincias y Teatro Pte. Alvear, Buenos Aires, Argentina).
- 1984: Pájaros de papel, infantil (Teatro La Cova, Martínez, Prov. de Buenos Aires, Argentina).
- 1986: Jugando con Manuel (Carlos Paz, Córdoba, Argentina).
- 1987: Tango, ritmo argentino (Gira por la Unión Soviética).
- 1993: No te quedes afuera (gira nacional por todo el país. Total: 72 funciones realizadas).
- 1997: Nickelodeon en vivo (Mar del Plata, Pinamar, Villa Gesell, Prov. de Buenos Aires, Argentina, Punta del Este, R.O. del Uruguay y Lima, Perú).
- 1998: Nickelodeon en vivo (Teatro Auditorium de Mar del Plata, Argentina) y Teatro Coliseo (Buenos Aires, Argentina).
- 1998-2000: conductor e imagen de Nickelodeon para Argentina y Latinoamérica.
- 2000: Ayuda a tu mundo (Teatro Coliseo, Buenos Aires).
- 2001: Chicos al ataque (Teatro Lola Membrives, Buenos Aires).
- 2002: Vamos a jugar con Manuel Wirzt (Parque del Faro, Mar del Plata, Patio Olmos de la Ciudad de Córdoba).
- 2003: Vamos a jugar con Manuel Wirzt (TeatroBar de Villa Carlos Paz, Córdoba).
- 2012: M El Impostor Apasionado con Martín Bossi (Teatro Astral, Capital Federal).
- 2014: Bossi Big Bang Show con Martín Bossi (Teatro Astral, Capital Federal).

## Televisión
- 1990: La barra de Dolina (ATC).
- 1991: Fuga de Cerebros con Alejandro Dolina (ATC).
- 1991-1992: Dibujuegos, conducción (América TV).
- 1993: No te quedes afuera, conducción (ATC).
- 1994: In Situ, conducción (MTV).
- 1995: Jugate con todo, coconducción (Telefe).
- 1997: Tres tristes tigres del trece (Canal Trece) (Invitado en el Especial del 25 de mayo y en la parodia de Eternamente Manuela).
- 1997: Mundo disparate, conducción (América TV).
- 1999: Gasoleros (Pol-ka / Canal Trece).
- 2000: Calientes, coprotagonista (Pol-ka / Canal Trece).
- 2001: Chicos al ataque (Canal Trece).
- 2001: Es un sentimiento (tema institucional para Telefe).
- 2002: Poné a Francella, coprotagonista (Telefe).
- 2003: Rebelde Way (Canal 9).
- 2005: Casados con hijos, participación (Telefe).
- 2008: Patito Feo (Canal Trece).
- 2011: Víndica, participación (Canal 9).
- 2018: Me gusta tu canción, jurado (eltrece).
- 2021: 70, participación (TVP).
- 2022: Canta conmigo ahora, jurado (eltrece).
- 2023: Canta conmigo ahora, conducción (eltrece).

## Cine
- Olmedo, el rey de la risa (2019) ...Alberto Olmedo (adolescente)
- Un amor en tiempos de selfies (2014) ....Pedro

## Formación
- 1981: título secundario bachiller nacional, San Nicolás, Buenos Aires, Argentina.
- 1982: Escuela Nacional de Arte Dramático, Buenos Aires, Argentina.
- 1984: estudio de mimo e integrante de la compañía de Alberto Ivern, Buenos Aires.
- 1985-1986: curso de teatro con Norman Briski, Buenos Aires.
- 1987-1988: curso de teatro con Héctor Bidonde, Buenos Aires.
- 1987: clases de clown y pantomima en Kiev, Ucrania.
- 1988: curso de clown, Escuela de Escobar y Lerchundi, Buenos Aires.
- 1994-1995: curso de canto y técnica vocal con Ana Carfi, Buenos Aires.
- 1996-1998: curso de canto y training vocal con Katie Viqueiras, Buenos Aires.